# 狂える聖壇
『狂える聖壇』（Altars of Madness）は、フロリダのデスメタル・バンド、モービッド・エンジェルのデビュー・スタジオ・アルバム。1989年5月12日にコンバット・レコードからリリースされた。このアルバムは1988年12月にフロリダ州タンパのモリサウンド・レコーディングで録音された。

## 音楽性
フロントマンのデヴィッド・ヴィンセントのボーカル・スタイルは、初期のイギリスのグラインドコア系バンドに大きな影響を与えた。アルバムのスタイルはまた、非常に速いパフォーマンス、複雑な構成、および技術的に厳しいミュージシャンシップを特徴としている。ギタリストのトレイ・アザトースは、サイケデリックな音楽、特にピンク・フロイドが彼のアルバム作曲のインスピレーションになったと指摘している。アルバムにギター・ソロを書いているとき、彼は伝統的な音階の使用を断念し、「ギターのある場所を選んで実際には見ないで演奏する」と述べた。アザトースは、アルバムの執筆および録音時の動機について、「当時、私は本当にみんなを潰したいと思っていました。ファンが私たちの状況を目の当たりにした後、人々はもっと一生懸命働かなければならないようにしたかったのです。私はバンドがお互いに挑戦し、お互いを追い越してお互いをやめさせようとしていると本当に信じていました。東海岸と西海岸のラッパーとのライバルとほとんど同じです。みんなが全世界を巻き込むようなパーツを書きたいと思っていた。私はステージに上がり、人々に行ってもらいたかったのです。他のバンドを走らせたり隠したりするようなものを書きたかった。あまりいいとは言えませんが、それがきっかけでした」と語っていた。

## レコーディング〜リリース
このアルバムには、もともと1986年に録音されたものの1991年にリリースされることとなった本当のデビュー・アルバム『Abominations of Desolation』から多数の曲が収録されている。1988年12月、バンドはスタジオで、彼らの真のデビュー・リリースとなる『狂える聖壇』を録音した。その元のデモ録音のほとんどすべての曲はその後、再録音されてさまざまなアルバムに登場している。

## 収録曲
| 全作曲: トレイ・アザトース。 |                                 |                          |                    |      |
| #                            | タイトル                        | 作詞                     | 作曲・編曲         | 時間 |
| 1.                           | 「Immortal Rites」              | David Vincent            | トレイ・アザトース | 4:04 |
| 2.                           | 「Suffocation」                 | Vincent                  | Azagthoth, Vincent | 3:15 |
| 3.                           | 「Visions from the Dark Side」  | Vincent                  | Azagthoth, Vincent | 4:10 |
| 4.                           | 「Maze of Torment」             | Vincent                  | トレイ・アザトース | 4:25 |
| 5.                           | 「Lord of All Fevers & Plague」 | Azagthoth                | トレイ・アザトース | 3:26 |
| 6.                           | 「Chapel of Ghouls」            | Azagthoth, Mike Browning | トレイ・アザトース | 4:58 |
| 7.                           | 「Bleed for the Devil」         | Azagthoth                | トレイ・アザトース | 2:23 |
| 8.                           | 「Damnation」                   | Vincent                  | Azagthoth, Vincent | 4:10 |
| 9.                           | 「Blasphemy」                   | Azagthoth                | トレイ・アザトース | 3:31 |
| 10.                          | 「Evil Spells」                 | Azagthoth                | トレイ・アザトース | 4:13 |

## 参加メンバー
- デヴィッド・ヴィンセント - ベース、ボーカル
- トレイ・アザトース - ギター
- リチャード・ブルーネル - ギター
- ピート・サンドヴァル - ドラム